# Gle Ho Kayee Muntuli
Gle Ho Kayee Muntuli är ett berg i Indonesien.   Det ligger i provinsen Aceh, i den västra delen av landet, 1 800 km nordväst om huvudstaden Jakarta. Toppen på Gle Ho Kayee Muntuli är 239 meter över havet.
Terrängen runt Gle Ho Kayee Muntuli är kuperad österut, men västerut är den platt. Havet är nära Gle Ho Kayee Muntuli åt sydväst.Runt Gle Ho Kayee Muntuli är det glesbefolkat, med 11 invånare per kvadratkilometer. I omgivningarna runt Gle Ho Kayee Muntuli växer i huvudsak städsegrön lövskog.